# ジョン・ブッテ
ジョン・ブッテ（John Boutté, 1958年11月3日 - ）は、アメリカ合衆国のジャズ・シンガー。1990年代より、ニューオーリンズを拠点に活動する。その音楽性はジャズの枠にとどまることなく、R&B、ゴスペル、ラテン、ブルースなど幅広い。姉は、ジャズ/ゴスペル・シンガーとして著名なリリアン・ブッテである。

## 来歴
ニューオーリンズでクレオールの家系に生まれたブッテは、地元の伝統的なマルディグラやセカンド・ラインに触れつつ、スティーヴィー・ワンダーやマーヴィン・ゲイといったR&Bのアーティストを聴きながら幼少期を過ごした。
中学、高校では、トランペットとコルネットを演奏し、マーチング・バンドに参加、またアカペラ・グループを結成して路上で歌った。その後、市内のザビエル大学に進学したブッテは、経営学を専攻し、卒業後は軍隊で4年間を過ごした。除隊後、当初は音楽の道は歩まず信用協同組合に就職した。
転機となったのは、スティーヴィー・ワンダーと出会ったことであった。ワンダーは、彼の歌声を聴いて絶賛し、シンガーになることを勧めたという。その後、リリアンのヨーロッパ・ツアーに参加し、本格的に音楽の世界に足を踏み入れることとなった。
1994年、リリアンのライヴ・アルバムGospel Unitedに参加。1993年には、自己名義のアルバムThrough the Eyes of a Childをリリースした。
2000年には、キューバのグループ、キューバニスモがニューオーリンズでレコーディングしたMardi Gras Mamboにゲスト・ヴォーカリストとしてフィーチャーされている。
近年は、元カウボーイ・マウスのポール・サンチェスとの共演を重ねており、2009年にはサンチェスとのデュオ名義作Stew Called New Orleansをリリースするに至っている。また同年リリースとなった、 ジョン・スコフィールドのニューオーリンズ録音盤、Piety Streetでも4曲でヴォーカルを執った。
ブッテ家には、彼とリリアンの他に歌手のトリシア・ブッテ（シスター・ティーディー）、タニア・ブッテがおり、いずれもジョンの姪に当たる。
ブッテの楽曲"Treme" (The Treme Song)は、2010年4月より米国のケーブルテレビ局HBOのドラマシリーズ「TREME」のテーマ曲に採用された。

## ディスコグラフィー

### オリジナル・アルバム
- 1993年 Through the Eyes of a Child (Dinosaur)
- 1997年 Scotch and Soda
- 1998年 Friends
- 2001年 At the Foot of the Canal Street (Valley)
- 2003年 John Boutte & Uptown Okra / Carry Me Home (Boutteworks)
- 2003年 Jambalaya (Bose)
- 2007年 John Boutte and Conspirare (Independent)
- 2008年 Good Neighbor (Independent)
- 2009年 John Boutte and Paul Sanchez / Stew Called New Orleans (Threadhead)
- 2012年 All About Everything (Boutteworks)
- 2019年 A "Well Tempered" Boutté (Boutteworks)

### ゲスト参加作など
- 1994年 Lillian Boutté with Gospel United / Live at Odense Koncerthus (Gospel United Production)
- 2000年 Cubanismo / Mardi Gras Mambo (Rykodisc)
- 2002年 Doc Houlind Ragtime Band meets John Boutte / Live At FEMO (Music Mecca)
- 2008年 Paul Sanchez / Exit to Mystery Street (Independent)
- 2009年 Glen David Andrews / Walking Through Heaven's Gate (Threadhead)
- 2009年 John Scofield / Piety Street (Universal Classics)
- 2009年 Tom McDermott / New Orleans Duets (Rabadash)